# SnowWorld Zoetermeer
SnowWorld Zoetermeer is een indoorskibaan met een skipiste in Zoetermeer, eigendom van SnowWorld.

## Geschiedenis
SnowWorld Zoetermeer werd geopend in december 1996, binnen een jaar nadat begonnen was met de bouw. SnowWorld Zoetermeer was na Skidôme in Rucphen de tweede indoorskibaan met echte sneeuw van Nederland. Er zijn twee pistes met een lengte van 140 meter en één piste met een lengte van 300 meter voor de meer gevorderde skiërs en snowboarders. De eerste twee zijn er al sinds de opening in 1996, de derde piste bestaat sinds december 2003.
Op 12 november 2013 is het college van de gemeente Zoetermeer akkoord gegaan met de verlenging van de derde baan van SnowWorld. De derde baan heeft een lengte van driehonderd meter en een hoogte van 72,4 meter (68,4 meter boven NAP). De bouw van een geplande vierde baan is niet doorgegaan.
Naast de pistes zijn er nog enkele andere faciliteiten, waaronder een après-skigelegenheid, een fondue-restaurant en een zalencomplex voor vergaderingen.